# Mydaea bideserta
Mydaea bideserta este o specie de muște din genul Mydaea, familia Muscidae, descrisă de Xue și Wang în anul 1992.
Este endemică în Hubei. Conform Catalogue of Life specia Mydaea bideserta nu are subspecii cunoscute.